# Гуннар Ульссон (футболіст, 1908)
Олоф Гуннар Ульссон (швед. Olof Gunnar Olsson; нар. 19 липня 1908 — пом. 27 вересня 1974) — шведський футболіст, нападник.

## Клубна кар'єра
Дебютував за ГАІС у 1926 році, того сезону клуб виграв національний чемпіонат, випередивши на 3 очки «Гетеборг». Через чотири роки разом з командою повторив цей успіх, а в 1932 році став срібним призером чемпіонату. Разом з цим клубом у 1931 році виграв чемпіонат Швеції. У футболці ГАІСу зіграв 122 матчі та відзначився 45-а голами. Футбольну кар'єру лівофланговий технічний нападник був змушений завершити через пролеми з коліном, внаслідок численних порушень правил, які Гуннар «збирав на собі». Помер 27 вересня 1974 року.

## Кар'єра в збірній
У складі національної збірної Швеції дебютував 6 листопада 1932 року в програному (1:2) товариському матчі проти Швейцарії. Той поєдинок виявився вдалим для Гуннара, оскільки за 7 хвилин, проведених на футбольному полі, він встиг відзначитися голом у футболці «Трьох корон». Востаннє футболку національної команди одягав 23 травня 1934 року в переможному (4:2) товариському матчі проти Польщі. З 1932 по 1934 рік зіграв 6 матчів за національну команду, відзначився 1 голом. У 1934 році Йожеф Надь, тодішній головний тренер збірної, викликав Ульссона до складу національної команди для участі в чемпіонаті світу. На турнірі в Італії Гуннар був резервістом і не зіграв у жодному поєдинку.

## Статистика виступів

### Клубна
| Сезон   | Клуб | Країна | Змагання    | Матчі | Голи |
| ------- | ---- | ------ | ----------- | ----- | ---- |
| 1925/26 | ГАІС | Швеція | Аллсвенскан | 4     | 1    |
| 1926/27 | ГАІС | Швеція | Аллсвенскан | 2     | 0    |
| 1927/28 | ГАІС | Швеція | Аллсвенскан | 10    | 1    |
| 1928/29 | ГАІС | Швеція | Аллсвенскан | 18    | 5    |
| 1929/30 | ГАІС | Швеція | Аллсвенскан | 15    | 8    |
| 1930/31 | ГАІС | Швеція | Аллсвенскан | 13    | 6    |
| 1931/32 | ГАІС | Швеція | Аллсвенскан | 22    | 12   |
| 1932/33 | ГАІС | Швеція | Аллсвенскан | 20    | 9    |
| 1933/34 | ГАІС | Швеція | Аллсвенскан | 14    | 3    |
| 1934/35 | ГАІС | Швеція | Аллсвенскан | 2     | 0    |
| 1935/36 | ГАІС | Швеція | Аллсвенскан | 0     | 0    |
| 1936/37 | ГАІС | Швеція | Аллсвенскан | 2     | 0    |

### У збірній
| Матчі й голи в збірній | Матчі й голи в збірній | Матчі й голи в збірній | Матчі й голи в збірній | Матчі й голи в збірній | Матчі й голи в збірній | Матчі й голи в збірній     |
| #                      | Дата                   | Місце                  | Суперник               | Гол                    | Змагання               |                            |
| ---------------------- | ---------------------- | ---------------------- | ---------------------- | ---------------------- | ---------------------- | -------------------------- |
| 1.                     | 06.11.1932             | Базель                 | Швейцарія              | Гол                    | 1:2                    | товариський                |
| 2.                     | 11.06.1933             | Стокгольм              | Естонія                |                        | 6:2                    | кв. ЧС 1934                |
| 3.                     | 18.06.1933             | Стокгольм              | Данія                  |                        | 2:3                    | Чемпіонат Північної Європи |
| 4.                     | 29.06.1933             | Каунас                 | Литва                  |                        | 2:0                    | кв. ЧС 1934                |
| 5.                     | 04.07.1933             | Рига                   | Латвія                 |                        | 1:1                    | товариський                |
| 6.                     | 23.05.1934             | Стокгольм              | Польща                 |                        | 4:2                    | товариський                |

## Досягнення
- Аллсвенскан
  -  Чемпіон (2): 1927, 1931
  -  Срібний призер (2): 1932, 1934